# Calybitia
Calybitia é um gênero de mariposa pertencente à família Crambidae.